# Социокультурный подход
Социокультурный подход — методологический подход на базе системного подхода, сущность которого состоит в попытке рассмотрения общества как единства культуры и социальности, образуемых и преобразуемых деятельностью человека. Это единство, согласно принципам системного подхода, образует целое, свойства которого не выводимы из характеристик частей. Сама личность при социокультурном подходе рассматривается как связанная с обществом как системой отношений и культурой как совокупностью ценностей и норм.

## Формирование подхода
На первом этапе (конец XVIII в. — конец XX в.) понятие «социокультурное» рассматривало человека как создателя культуры, но не как его объект. Второй этап характеризуется непосредственным научным обоснованием взаимовлияния культуры и общества в целом, а также воздействие культуры на формирование человека. Социокультурный подход стал рассматриваться с позиций различных гуманитарных дисциплин, таких как: социология, педагогика, психология и т. д. Большой вклад в формировании социокультурного подхода внесли: Питирим Сорокин, Роберт Мертон, Толкотт Парсонс и Лесли Уайт.

### Сорокин, Питирим Александрович
Основоположником социокультурного подхода принято[кем?] считать Питирима Сорокина. В своем 4-томном труде «Социальная и культурная динамика», опубликованном в США в 1937 году, он всесторонне проанализировал взаимовлияние культуры и общества. Основной принцип социокультурного подхода заключается в том, что социокультурные изменения состоящие из замены фундаментального принципа культуры другим, является более важными событиями в истории человечества, чем смена формы правления, ибо самые важные и кардинальные изменения в обществе происходят тогда, когда оно переживает «основательную и эпохальную революцию в человеческой культуре». Сорокин указывает на редкость подобных эпохальных изменений. К примеру, в течение трех тысячелетий в истории запада, подобное случалось четыре раза. Также Сорокин изучил соотношение между типами культуры и типами личности, проанализировал причины социокультурных изменений.
В тезисе «личность, общество и культура как неразрывная триада», Сорокин указывает на неразрывность трёх основных составляющих человеческого мира. Данные составляющие не сводятся друг к другу, однако неразрывно взаимосвязаны.

### Парсонс, Толкотт
Большой вклад в становлении социокультурного подхода внес Т. Парсонс. Во взаимодействии общества и культуры, Парсонс выделил целостность общества как социетальной системы. Культура, в процессе взаимодействия с обществом, представлена в трёх взаимосвязанных аспектах. «Во-первых, культура передается, она составляет наследство или социальную традицию; во-вторых, это то, чему обучаются, культура не является проявлением генетической природы человека, и, в-третьих, она является общепринятой. Таким образом, она, с одной стороны, является продуктом, а с другой стороны — детерминантом системы человеческого социального взаимодействия».

### Мертон, Роберт Кинг
Согласно взглядам другого американского социолога Мертона, каждая социальная группа ориентирована на идентификацию своих культурных целей и способов их достижения с характерными нормами общества, к которому она принадлежит. Мертон выделяет пять типов индивидуальной адаптации, при разрыве между культурными нормами и одобряемыми способами их достижения: конформизм, инновация, ритуализм, ретритизм, восстание.

## Принципы
Представляя собой один из многих способов описания феноменологической реальности, социокультурный подход опирается на актуальные принципы, которыми руководствуется исследователь, и которые являются следствием его собственного опыта и мировоззрения. Под принципом понимается исходное утверждение теоретического знания, основа категориального строя той или иной системы знания. Другими словами, введением принципов обозначается наличие ключевых утверждений относительно природы, свойств и особенностей исследуемой реальности. Принципы образуют методологический каркас, позволяющий исследователю разрешить существующие концептуальные противоречия, выбрав из существующего набора исходных теоретических постулатов, вырабатываемых при рассмотрении сложных общественных феноменов, тот, который наиболее отвечает целям и задачам исследования. Основными принципами социокультурного подхода являются следующие:
1. Принцип homo activus, согласно которому человек является био-социо-культурным существом, осознающим что его действия являются компонентом взаимодействия с другими субъектами.
В отличие от объективистской парадигмы, где общество понимается как существующее и развивающееся вне зависимости от воли и действий индивида, при субъективистском подходе именно индивид как участник социального действия является объектом изучения. Он рассматривается как некоторая первичная и самодостаточная реальность, обладающая свободной волей и в ходе своих действий влияющая на социальные нормы.
2. Принцип эволюции является логическим развитием предыдущего принципа. Он означает способность системы к развитию, что делает возможным утверждение о появления качественно иных по характеру социокультурных явлений в процессе развития общества. Эволюция рассматривается как в рамках классической, так и в рамках синергетической методологии. Главным же является различение принципа эволюции как линейного процесса в противовес циклической трактовке этого понятия.
3. Принцип антропосоциентального взаимодействия является третьим главным принципом социокультурного подхода, позволяя определить движущие силы эволюции общества и роль homo activus в этом процессе. Согласно этому принципу самосознание homo activus может соответствовать или не соответствовать типу общества в котором он находится, что на определенном периоде приводит к смене социокультурной среды. В исторической ретроспективе этой выражается в революциях, бунтах, реформах и т. д.
Несмотря на то, что количество принципов может варьироваться, социокультурный подход во всех его формах опирается также на принцип историзма, подразумевающий необходимость исторической ретроспективы для понимания особенностей функционирования общественных институтов.

## Итоги
На сегодняшний день использование социокультурного подхода позволило смоделировать три возможных варианта социокультурной динамики страны:
1. Завершение процесса либерализации и построение общества рационального типа . Здесь, по сути, мы видим попытку признать теорию М. Вебера, который видел в рационализации один из ведущих факторов развития Европы, адекватной российским реалиями.
2. Возврат к традиционной модели общества (при этом опять же не как социокультурного проекта, а как модели построенной на фундаменте «общинного» идеала).
3. Продолжение существования в рамках промежуточной цивилизации или определенная последовательная смена этих вариантов (А. С. Ахиезер).

## Оценка социокультурного подхода
Несмотря на плодотворное использование социокультурного подхода в оценке трансформационных процессов России 90-х годов, в методологическом плане применение социокультурного подхода привело, по мнению ряда социологов, к кризису. Суть высказанных претензий можно сформулировать в виде следующих тезисов:
1. При анализе с помощью этого подхода реалий российского общества значительное количество исследователей демонстрируют критическое видение современного российского социума, «алармизм», что в свою очередь создает неопределенность прогнозов на будущее.
2. Социокультурный подход может быть направлен на поиски неких стабильных «точек стяжения», связывающих общество и культуру. Эти точки обеспечивают стабилизацию культурных механизмов, сохранение целостности общества. Здесь методологическая ограниченность подхода проистекает из целей и задач его использования: мы нацеливаемся на фиксацию проявлений прежних культурных программ, и не можем использовать эту методику для выявления движущих сил эволюции.
3. Применение социокультурного подхода сталкивается с определенными проблемами, которые возникают при попытке типологизации и классификации российского социума и его элементов. Это приводит к рассмотрению России в рамках дихотомии «традиционное — либеральное», где единственный вектор развития лежит по направлению к ценностям либерального общества.
4. В работах С. Н. Гаврова и А. С. Ахиезера принцип эволюции является не социологическим, не культурологическим, а философским критерием, поскольку за основу берется метафизическая идея («раскола» или «модернизации»), далеко не всегда совпадающая с оценкой современников. Собственно, и категория «империи» начинает рассматриваться задолго до введения этого термина в обиход, а категория «раскола» рассматривается по принципу «как бы не расценивали события современники…».